# حديقة روتشيلد

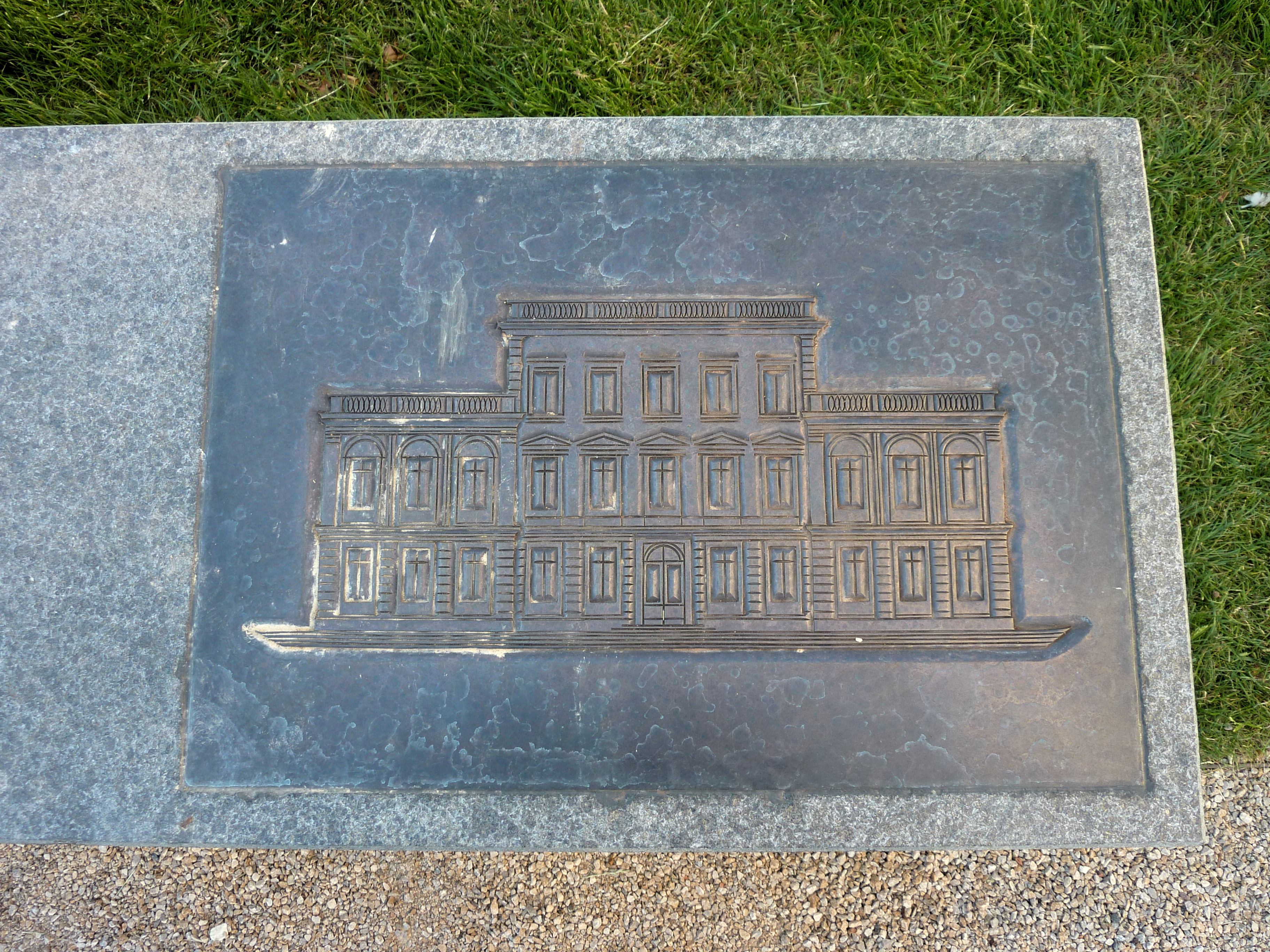
لوحة في حديقة روتشيلد تصور قصر روتشيلد السابق

حديقة روتشيلد (بالألمانية: Rothschildpark)‏ هي حديقة عامة في فرانكفورت, ألمانيا. يقع داخل المنطقة التجارية المركزية المعروفة باسم Bankenviertel, إلى الشمال من برج الأوبرا, بجوار ميدان الأوبرا. تم تسمية الحديقة على اسم عائلة روتشيلد, وهي عائلة مصرفية نشأت في فرانكفورت.
يعود تاريخ الحديقة إلى عام 1810, عندما اشترى أمشيل ماير روتشيلد منزلًا ريفيًا به قطعة أرض في المنطقة. من عام 1830 تم توسيع المنزل إلى قصر, منزل فخم, من قبل عائلة روتشيلد. من عام 1832, تم تطوير مكان الإقامة المحيط كمتنزه على طراز حديقة ذات مناظر طبيعية إنجليزية. تم توسيع الحديقة والقصر من قبل البارون ويلهلم كارل فون روتشيلد في 1869/1870. دمر الإنجليز قصر روتشيلد خلال غارة عام 1943. منذ عام 1950, كان العقار مملوكًا لمدينة فرانكفورت. الحديقة حاليا أصغر من الأصلية, حيث تم بيع أجزاء منها للتطوير العقاري.